# Luka Bebić

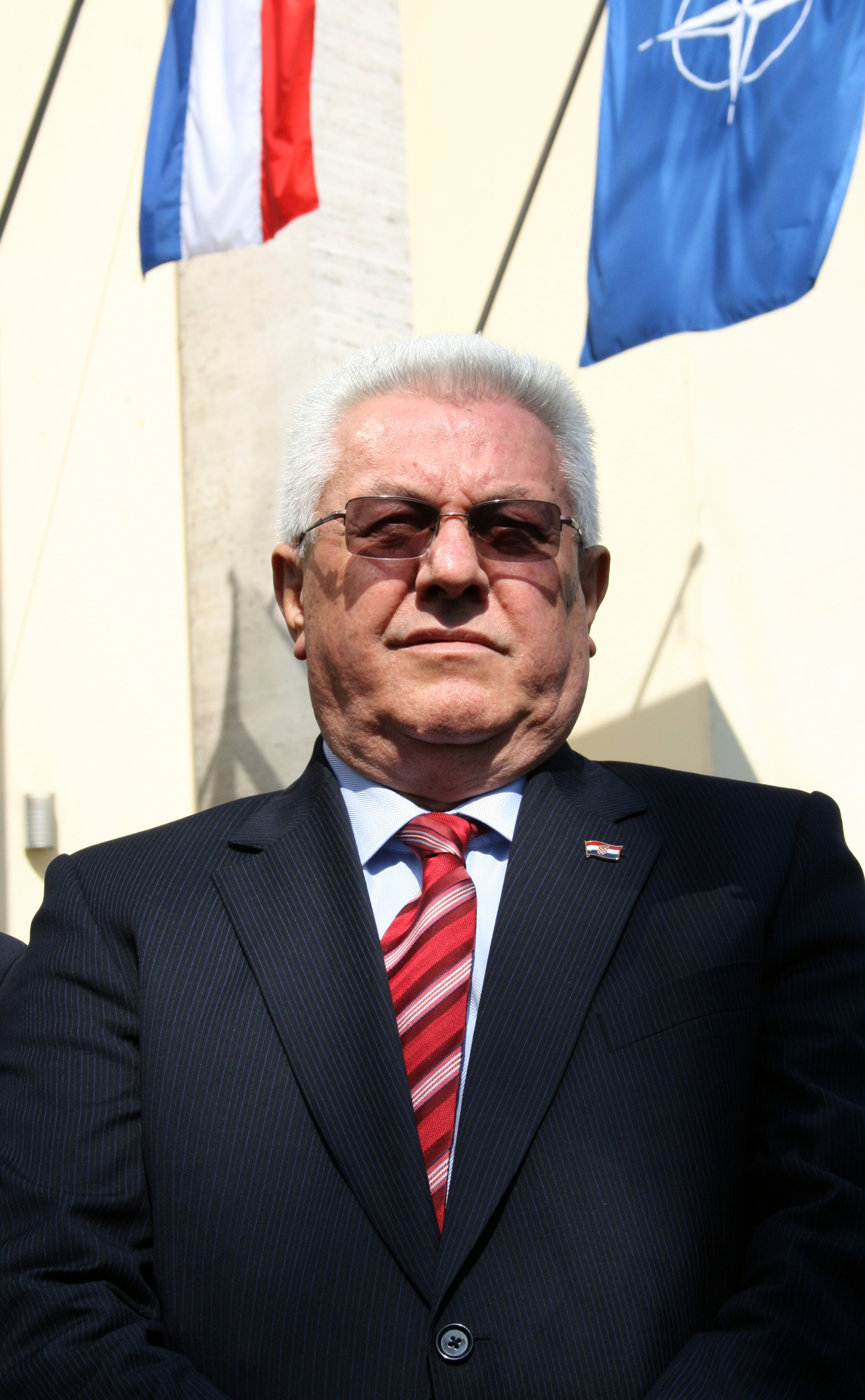
Luka Bebić (2009)

Luka Bebić (* 21. August 1937 in Desne bei Metković, Königreich Jugoslawien) ist ein kroatischer Politiker und ehemaliger Präsident des kroatischen Parlaments.

## Lebenslauf
Bebić studierte Agraringenieurwesen in Sarajewo und Zagreb. Seit 1989 ist er Mitglied der HDZ, seit 1990 war er Inhaber mehrerer politischer Ämter, darunter jenem des Verteidigungsministers. Als Präsident des Parlaments folgte er Vladimir Šeks nach. Bebić ist verheiratet und hat zwei Kinder.